# Catopyrops austrojavana
Catopyrops austrojavana är en fjärilsart som beskrevs av Lambertus Johannes Toxopeus 1930. Catopyrops austrojavana ingår i släktet Catopyrops och familjen juvelvingar. Inga underarter finns listade i Catalogue of Life.